# Ignace de Cazeneuve
Pour les articles homonymes, voir Cazeneuve.
Ignace de Cazeneuve (né à Gap le 4 janvier 1747 - mort dans sa maison de campagne de Vars, située dans l'enclave de la paroisse de Saint-André à Gap, le 10 mai 1806) est un évêque constitutionnel et homme politique français.

## Biographie
Ignace de Cazeneuve est issu d'une ancienne famille noble consulaire de Gap, originaire d'Italie.

## Carrières

### Carrière religieuse
L'archevêque d'Embrun Pierre-Louis de Leyssin s'oppose à la Constitution civile du clergé décidée par le décret du 12 juillet 1790 et refuse de prêter le serment. Ignace de Cazeneuve chanoine de la Cathédrale Notre-Dame-et-Saint-Arnoux de Gap est nommé évêque constitutionnel du diocèse des Hautes-Alpes en mars 1791 et sacré à Paris le 3 avril. Pierre-Louis de Leyssin, chassé d'Embrun le même mois, se réfugie dans les États sardes et l'excommunie. Jacques-Joseph Rous de la Mazelière, vicaire-général de l'ex-archevêque dirige de facto le diocèse, face à l'intrus jusqu'à sa déportation. Ignace de Cazeneuve se démet et il est remplacé par André Garnier sacré le 10 janvier 1800 à Aix. Après la signature du Concordat Ignace de Cazeneuve se rétracte de son serment et meurt en 1806, réconcilié avec l'Église catholique.

### Carrière politique
Ignace de Cazeneuve a été élu député de la convention, en mars 1791, puis élu en tant que député des Hautes-Alpes en septembre 1792, jusqu'en mars 1798. Il a siégé sur les bancs de la Plaine. Il dénonça par ailleurs les excès de la Révolution. Durant cette période, le 14 février 1793, il intervient auprès de l'administrateur chargé de la surveillance de la vente des biens nationaux, afin de soutenir son neveu Étienne Grégoire de Cazeneuve, alors capitaine des grenadiers du bataillon des Hautes-Alpes, en campagne de la Belgique, dans l'achat du "domaine de Grand Vaux situé au territoire de Montmaur, district de Gap". Il se prononça dans le procès de Louis XVI, pour la "détention et le bannissement". Il fait ensuite partie du Conseil des Cinq-Cents.